# Christiane Paul
Christiane Paul (Berlino, 8 marzo 1974) è un'attrice tedesca.

## Biografia
Christiane Paul, figlia di un ortopedico e di un'anestesista, nonché moglie di un chirurgo, è lei stessa laureata in medicina. Ha conseguito il titolo nel 2002 presso la Università Humboldt di Berlino, dopo essersi già affermata come attrice: il debutto cinematografico è avvenuto infatti nel 1992. Nella sua filmografia si ricordano, tra l'altro, Workaholic di Sharon von Wietersheim (con Ralf Bauer e Tobias Moretti), Marlene, Väter, Im Juli, L'onda e La polvere del tempo, tutti apprezzati da pubblico e critica. Ha svolto anche attività teatrale. Nel 2007 è stata nella giuria della Berlinale.

## Vita privata
Vive ad Amburgo col marito, con il loro figlio e con la figlia nata da una precedente relazione. Molto attiva sul piano sociale, è la testimonial tedesca per la Giornata mondiale contro l'AIDS, fa parte di Amnesty International e si batte per la tutela della biodiversità.

## Filmografia parziale

### Cinema
- Workaholic, regia di Sharon von Wietersheim (1996)
- Marlene, regia di Joseph Vilsmaier (2000)
- Im Juli, regia di Fatih Akın (2000)
- Väter, regia di Dani Levy (2002)
- L'onda (Die Welle), regia di Dennis Gansel (2008)
- La polvere del tempo, regia di Theo Angelopoulos (2008)
- Jerry Cotton  (2010)
- Die Vampirschwestern (2012)

### Televisione
- Nur der Sieg zählt 1995
- Der Pirat 1998
- Zucker für die Bestie 1998
- Mammamia 1998
- Götterdämmerung – Morgen stirbt Berlin 1999
- Himmelreich auf Erden 2002
- Außer Kontrolle  2005
- Küss mich, Hexe!  2005
- Die Nacht der großen Flut 2005
- Die Tote vom Deich  2007
- Hindenburg: The Last Fligh  2011
- Sorelle vampiro - Vietato mordere! (Die Vampirschwestern), regia di Wolfgang Groos (2012)
- Una famiglia (2013)
- Generation War (Unsere Mütter unsere Väter), regia di Philipp Kadelbach (2013)
- Sorelle vampiro 2 - Pipistrelli nello stomaco (Die Vampirschwestern 2), regia di Wolfgang Groos (2014)
- Paranoid  (serie tv) 2016
- Ostfrieslandkrimis - serie TV, episodi 01x01-01x02-01x03 (2017-2019)
- 8 giorni alla fine (8 Tage) – miniserie TV, 8 puntate (2019)
- Parlement 2020
- FBI: International - serie TV (2021)

## Doppiatrici italiane
- Chiara Colizzi in La polvere del tempo, FBI: International
- Paola Majano in Im Juli
- Francesca Fiorentini in L'onda
- Anna Cugini in Una famiglia